# Overlevelsestur
En overlevelsestur betegner almindeligvis en frivillig udflugt hvori aktiviteter er inkluderet som udfordrer ens evne til at klare sig i en bestemt biotop
med et minimum af hjælpemidler, hvorved man succesfuldt formår at sørge for væske, føde og logi til egen overlevelse. Sådanne biotoper kan være på havet, på en ø, i en jungle, i en skov, i et arktisk område, i en ørken, i et sumpområde eller i et bjergområde. Alle disse forskellige biotoper kræver forskellige indgangsvinkler fordi de påvirker den menneskelige krop forskelligt.
Flere Tv-kanaler viser udsendelser, der skildrer professionelle på overlevelsesture. Blandt disse kan nævnes Ray Mears, Bear Grylls, Les Hiddens, Cody Lundin og Dave Canterbury, der hver har programmer på BBC eller Discovery Channel.